# 라바크릭 응회암
라바크릭 응회암(Lava Creek Tuff)은 미국 와이오밍주, 몬태나주, 아이다호주에 있는 거대한 화산쇄설류 응회암 지층이다. 약 63만년 전 일어난 라바크릭 분출로 인해 형성되었으며, 이 분출은 옐로스톤 칼데라의 형성으로 이어졌다. 라바크릭 분출은 옐로스톤의 세 번째 화산 활동 주기의 절정기로 간주된다. 라바크릭 응회암은 칼데라를 중심으로 7,500 km2 (2,900 mi2) 이상의 면적을 덮고 있으며, 추정 마그마 부피는 1,000 km3 (240 cu mi)이다.
이 분출로 인한 화산재는 북아메리카의 대부분을 뒤덮었으며, 미국에서는 이전에 Pearlette type O 화산재층으로, 캐나다에서는 워스캐너크릭 화산재로 알려진 가장 넓은 범위의 공중 낙하 화산쇄설암 층 중 하나로 퇴적되었다.
이 분출로 형성된 두꺼운 응회암 지층은 옐로스톤 국립공원 내 여러 지역에서 잘 노출되어 있으며 기븐강를 따라 위치한 응회암 절벽, 버지니아 캐스케이드, 국도 제20호선을 따라 있는 곳 등이 포함된다.
라바크릭 응회암은 일부 지역에서 옅은 회색에서 옅은 붉은색까지 다양한 색상을 띤다. 응회암의 암석 질감은 미립자에서 비현정질이며, 치밀하게 용결되어 있다. 응회암층의 최대 두께는 약 180~200 m이다.

## 응회암의 연대기
라바크릭 응회암의 화산재류는 여섯 개의 멤버로 나뉘며, 비공식적으로 아래에서 위로 단위 1, 단위 2, 멤버 A, 멤버 B로 명명되었으며, 단위 3과 4는 지정되지 않은 층서학적 위치를 가진다. 라바크릭 응회암의 퇴적은 즉각적이고 연속적이지 않았으며, 여러 번의 중단이 있었고 각 멤버는 다른 시기에 분출되었다.
분출 시기를 측정하기 위해 두 가지 일반적인 방사능 연대 측정 방법이 사용된다. 하나는 산디네에 대한 40Ar/39Ar이며 다른 하나는 지르콘에 대한 U–Pb 연대 측정이다. 두 기술의 해석은 결정화가 마그마 진화 초기에 점진적으로 발생하기 때문에 다르다. 따라서 U–Pb 연대는 산디네에 기록된 화산 분출의 즉각적인 연대보다 선행해야 한다.
라바크릭 응회암의 가장 오래된 이그님브라이트 단위인 단위 1 또는 2와 시각적으로 매우 유사한 이그님브라이트에서 채취한 두 샘플은 40Ar/39Ar 연대가 634.5±6.8 kyr 및 630.9±4.1 kyr이다. 멤버 B의 산디네에 대한 40Ar/39Ar 연대 측정 실험은 627.0±1.7 kyr, 631.3±4.3 kyr, 및 630.9±2.7의 분출 연대를 나타냈다.
멤버 A와 B의 지르콘 결정에 대한 U–Pb 연대 측정은 626.5±5.8 kyr의 연대를 나타내며, 이는 산디네의 40Ar/39Ar 연대와 구별할 수 없다. 또 다른 팀은 멤버 A와 멤버 B의 지르콘에 대해 각각 626.0±2.6 kyr 및 629.2±4.3 kyr의 U–Pb 연대를 보고했다.

## 암석학
이그님브라이트 지층은 유문암 마그마로 형성되었으며, 석영, 산디네, 소량의 소다회 사장석과 함께 소량의 자철석, 티타늄철석, 페로오자이트, 파얄라이트, 철분이 풍부한 각섬석, 지르콘, 체브키나이트, 갈렴석의 반정을 포함한다. 그러나 반정의 풍부함은 멤버마다 다르다. 각섬석은 멤버 A에서 비교적 풍부하지만 다른 멤버에서는 드물다. 단위 3은 결정 함량이 높고 사장석이 더 많다는 점에서 단위 1과 2와 구별된다. 멤버 A는 주로 각섬석 광물의 존재 여부로 멤버 B와 구별된다.
지르콘과 반정의 끄트머리는 라바크릭 응회암의 마그마가 맨틀, 아르카이아 지각, 그리고 얕은 열수 변질된 칼데라 내부 암석의 혼합물에서 생성되었음을 기록했다. 멤버 A와 B는 분출 이전에 별개의 마그마굄에서 유래했으며, 깊이는 3~6 km이고 온도는 790–815 °C (1,454–1,499 °F)였다. 멤버 B의 분출은 아마도 새로운 규산질 마그마가 저장소로 주입되고 결정화되는 마그마에서 휘발성 물질이 용해되는 것의 조합으로 인해 촉발되었을 것이다.

## 분출
라바크릭 응회암의 분출은 퇴적물의 지질학적 분석을 통해 재구성되었다. 멤버 A와 B의 근접 이그님브라이트 단위는 상세하게 연구되었으며 원격 낙하물과 상호 연관되어 있다. 한편, 새로 확인된 단위 1, 2, 3, 4는 몇 군데에서만 알려져 있지만 라바크릭 분출이 이전에 생각했던 것보다 훨씬 더 복잡했음을 나타낸다.

### 단위 1과 2
이 이그님브라이트 단위는 라바크릭 사건의 가장 초기에 알려진 분출 활동을 나타낸다.

## 같이 보기
- 스네이크강 평원
- 아일랜드파크 칼데라
- 헨리스포크 칼데라

### 참고 문헌
- Mark, Darren F.; Renne, Paul R.; Dymock, Ross C.; Smith, Victoria C.; Simon, Justin I.; Morgan, Leah E.; Staff, Richard A.; Ellis, Ben S.; Pearce, Nicholas J. G. (2017년 4월 1일). 《High-precision 40Ar/39Ar dating of pleistocene tuffs and temporal anchoring of the Matuyama-Brunhes boundary》. 《Quaternary Geochronology》 (영어) 39. 1–23쪽. doi:10.1016/j.quageo.2017.01.002. hdl:10023/10236. ISSN 1871-1014.
- Matthews, Naomi E.; Vazquez, Jorge A.; Calvert, Andrew T. (2015). 《Age of the Lava Creek supereruption and magma chamber assembly at Yellowstone based on 40 Ar/ 39 Ar and U-Pb dating of sanidine and zircon crystals: AGE OF THE LAVA CREEK SUPERERUPTION》. 《Geochemistry, Geophysics, Geosystems》 (영어) 16. 2508–2528쪽. doi:10.1002/2015GC005881. S2CID 131340369.
- Schmitt, A.K.; Sliwinski, J.; Caricchi, L.; Bachmann, O.; Riel, N.; Kaus, B.J.P.; Cisneros de Léon, A.; Cornet, J.; Friedrichs, B.; Lovera, O.; Sheldrake, T.; Weber, G. (2023년 8월 1일). 《Zircon age spectra to quantify magma evolution》. 《Geosphere》 (영어) 19. 1006–1031쪽. Bibcode:2023Geosp..19.1006S. doi:10.1130/GES02563.1. hdl:20.500.11850/624245. ISSN 1553-040X.
- Wotzlaw, Jörn-Frederik; Bindeman, Ilya N.; Stern, Richard A.; D’Abzac, Francois-Xavier; Schaltegger, Urs (2015년 9월 10일). 《Rapid heterogeneous assembly of multiple magma reservoirs prior to Yellowstone supereruptions》. 《Scientific Reports》 (영어) 5. 14026쪽. Bibcode:2015NatSR...514026W. doi:10.1038/srep14026. ISSN 2045-2322. PMC 4564848. PMID 26356304.
- Christiansen, Robert L. (2001). 《The Quaternary and Pliocene Yellowstone Plateau volcanic field of Wyoming, Idaho, and Montana》. 《USGS Professional Paper 729G》. doi:10.3133/pp729G.
- Morgan Morzel, Lisa Ann; Shanks, W. C. Pat; Lowenstern, Jacob B.; Farrell, Jamie M.; Robinson, Joel E. (2017). Geologic field-trip guide to the volcanic and hydrothermal landscape of the Yellowstone Plateau (보고서). U.S. Geological Survey.
- Wilson, Colin J. N.; Stelten, Mark E.; Lowenstern, Jacob B. (2018년 5월 16일). 《Contrasting perspectives on the Lava Creek Tuff eruption, Yellowstone, from new U–Pb and 40Ar/39Ar age determinations》. 《Bulletin of Volcanology》 (영어) 80. 53쪽. doi:10.1007/s00445-018-1229-x. ISSN 1432-0819. S2CID 135056613.
- Yellowstone Volcano Observatory (2023). 《Yellowstone Volcano Observatory 2022 annual report》. 《U.S. Geological Survey Circular 1508》. Circular. doi:10.3133/cir1508.
- Jicha, Brian R.; Singer, Brad S.; Sobol, Peter (2016). 《Re-evaluation of the ages of 40Ar/39Ar sanidine standards and supereruptions in the western U.S. using a Noblesse multi-collector mass spectrometer》. 《Chemical Geology》 (영어) 431. 54–66쪽. Bibcode:2016ChGeo.431...54J. doi:10.1016/j.chemgeo.2016.03.024.
- Maguire, Ross; Schmandt, Brandon; Li, Jiaqi; Jiang, Chengxin; Li, Guoliang; Wilgus, Justin; Chen, Min (2022년 12월 2일). 《Magma accumulation at depths of prior rhyolite storage beneath Yellowstone Caldera》. 《Science》 (영어) 378. 1001–1004쪽. Bibcode:2022Sci...378.1001M. doi:10.1126/science.ade0347. ISSN 0036-8075. PMID 36454843. S2CID 254149370.
- Shamloo, Hannah I.; Till, Christy B. (2019년 4월 19일). 《Decadal transition from quiescence to supereruption: petrologic investigation of the Lava Creek Tuff, Yellowstone Caldera, WY》. 《Contributions to Mineralogy and Petrology》 (영어) 174. 32쪽. Bibcode:2019CoMP..174...32S. doi:10.1007/s00410-019-1570-x. ISSN 1432-0967. S2CID 146298589.